# London Calling
London Calling is het derde studioalbum van de Engelse punkband The Clash. Op het dubbelalbum London Calling verlaten de frontmannen Joe Strummer en Mick Jones het pad van de traditionele punk. Ze staan open voor meer muziekstijlen, variërend van rock-'n-roll tot ska. De beide componisten hebben een zeer inspirerende invloed op elkaar en stuwen elkaar op tot grote hoogten.

## Achtergrond
De hoes van London Calling is een verwijzing naar het eerste album van Elvis Presley. De foto op de hoes van London Calling laat echter een ruiger beeld zien: Paul Simonon die zijn basgitaar tijdens een optreden op het podium stukslaat. Later verklaarde hij dat hij dit liever niet had gedaan, aangezien het zijn lievelingsbasgitaar was, en dat het de enige keer was dat hij een gitaar kapotgeslagen had. Het is een van de tekenen dat The Clash trachtte terug te gaan naar de essentie van de vroege rock-'n-roll, maar wel met het ruige randje van de punk. Het album wordt beïnvloed door verschillende genres, waaronder rockabilly, jazz, r&b, ska, reggae, rocksteady en popmuziek uit de jaren 60.
Op het album zijn maatschappelijke teksten te horen zoals "Spanish Bombs", dat gaat over de Spaanse Burgeroorlog. "Wrong 'em Boyo" gaat over de volkslegende Stagger Lee.
Het nummer "London Calling" is meerdere keren gecoverd, onder andere door Bruce Springsteen, Bob Dylan en Dave Grohl.
Naar het album is een festival - dat in Paradiso (Amsterdam) plaatsvindt - vernoemd: London Calling. Onder andere speelden hier Franz Ferdinand, de Kaiser Chiefs en Infadels.

## Nummers
Alle muziek en teksten zijn geschreven door Joe Strummer, Mick Jones, tenzij anders aangegeven. 
| Nr. | Titel                             | Duur |
| --- | --------------------------------- | ---- |
| 1.  | London Calling                    | 3:19 |
| 2.  | Brand New Cadillac (Vince Taylor) | 2:09 |
| 3.  | Jimmy Jazz                        | 3:51 |
| 4.  | Hateful                           | 3:22 |
| 5.  | Rudie Can't Fail                  | 3:26 |

| Nr. | Titel                              | Duur |
| --- | ---------------------------------- | ---- |
| 1.  | Spanish Bombs                      | 3:18 |
| 2.  | The Right Profile                  | 4:00 |
| 3.  | Lost in the Supermarket            | 3:47 |
| 4.  | Clampdown                          | 3:50 |
| 5.  | The Guns of Brixton (Paul Simonon) | 3:07 |

| Nr. | Titel                                                                  | Duur |
| --- | ---------------------------------------------------------------------- | ---- |
| 1.  | Wrong 'Em Boyo (Clive Alfonso)                                         | 3:10 |
| 2.  | Death or Glory                                                         | 3:55 |
| 3.  | Koka Kola                                                              | 1:45 |
| 4.  | The Card Cheat (Mick Jones, Joe Strummer, Paul Simonon, Topper Headon) | 3:51 |

| Nr. | Titel                                       | Duur |
| --- | ------------------------------------------- | ---- |
| 1.  | Lover's Rock                                | 4:01 |
| 2.  | Four Horsemen                               | 3:00 |
| 3.  | I'm Not Down                                | 3:00 |
| 4.  | Revolution Rock (Jackie Edwards, Danny Ray) | 5:37 |
| 5.  | Train in Vain                               | 3:11 |